# 鄧如雯殺夫案
鄧如雯殺夫案是指1993年末發生在臺灣臺北縣板橋市（今新北市板橋區）的刑事案件，犯案人鄧如雯因長期遭受家庭暴力而杀夫，受到人權團體、婦女團體、民主進步黨婦女發展委員會支援，最後判刑有期徒刑三年。
此事並促進《家庭暴力防治法》於1998年立法通過，使中華民國成為亚洲第一個有民事保護令的國家。

## 事件經過

### 雙方背景
臺東縣人鄧興中與詹鴛鴦帶女兒鄧如雯北上臺北縣板橋市新海路，從事檳榔攤工作。板橋中正路、長江路、新海路一帶，因鄰近板橋殯儀館，而有不少殯葬禮儀公司。鄧如雯在照顧父母的攤子時，因店門口為林榮祥開設的運德葬儀社，而認識了林榮祥之弟、大她二十二歲的林阿棋。據林榮祥說，弟弟林阿棋是被母親寵壞的么子，又在豬屠口交了不良朋友，因此成為別人眼中的歹子。林阿棋在1967年4月5日，因幫助工人陳聯宗在迪化街二段364巷殺害金炳煌，而被台北地檢處提起公訴。林阿棋因共犯殺人入獄五年，成為他第一個前科，後來1986年投靠二兄林榮祥。
1986年，林阿棋載鄧如雯去看住院的詹鴛鴦途中，趁機載到新海路住所強暴。鄧如雯因此懷孕五個月後，被母親發現，就只好生下長子，並與林阿棋開始同居。但林阿棋常酒後施暴，逼得鄧如雯曾逃回家裡、廟中。林阿棋更以自己孩子生命要脅、或去鄧家砸爛物品、綁住鄧興中等手法，以強迫鄧如雯回來。最後，身為民進黨雙和聯誼會組長的林阿棋，在會長吳敏雄、板橋市長吳清池等地方人士於樹林分局幫忙調解下，提出娶鄧如雯的要求。儘管大家保證林阿棋會悔改，但林阿棋依然會施暴，甚至1989年去鄧家威脅要潑汽油燒屋。
林阿棋被視為是「社運流氓」。1988年5月4日，林阿棋駕駛民進黨宣傳車，去中國國民黨中央黨部支援姜思章、林鳳飛、王智毅、王正才、夏子勳等外省榮民爭取戰士授田時，藉故宣傳車故障而停在大門口，被霹靂小組逮捕。12月1日，林阿棋駕駛民進黨宣傳車到縣立殯儀館叫罵，次日又前往指殯儀館長段亞龍稱收了其他葬儀社廿萬元，致縣政府勞工局長王念山等的喪葬事宜沒給他辦。次年11月17日，林阿棋、林榮祥、賴耀德等，去中和市壽德新村搗毀時任台北縣議員韓國瑜的服務處。1991年4月2日，林阿棋被以板橋縣立醫院為地盤來恐嚇商家、砸毀公務等罪嫌提報流氓而逮捕。6月24日，吳敏雄與鄧如雯前往探監。據林榮祥說，弟弟在監獄內為關心鄧如雯母子生活，還透過他協調將支付給鄧如雯的生活費從新台幣一萬三千元調高到三萬元。
鄧如雯與丈夫住在板橋市新海路430巷9號2樓。鄧如雯會在家中禮佛，因相信佛家所說的前世因緣，常想和林阿棋的關係可能是上輩子欠債。她說丈夫疑心病重，常懷疑有人要害他。林阿棋坐牢兩年出獄後，行為未改，使得鄧如雯在1993年5月時帶兩小孩逃到高雄市左營區，期間林阿棋就去凌虐鄧家，直到10月份鄧如雯回來。
鄧如雯說自己坐月子時，會被丈夫強迫進行性行為。據鄧如雯妹妹在法院說，林阿祺也曾想強暴她，但未遂。

### 案發經過
依鄧如雯所供：1993年10月27日晚上六點多，林阿棋喝酒回家後，開始咒罵她，並稱鄧家都看不起他，喊著要把鄧家女人賣到妓女戶、弟弟活埋、這次一定要殺了鄧家。鄧如雯回嘴說要報警後，就被打一巴掌。之後，林阿棋就去睡覺。到晚上七點多，鄧如雯越想越氣，從後陽台拿起一把釘棺木的鐵鎚，又到廚房拿起水果刀，回到房間，先用鐵鎚敲丈夫，再用水果刀刺十多刀。
鄧如雯行兇後先將林阿棋扶正躺平，用棉被覆蓋好，洗淨雙手血跡，打電話通知林阿棋胞妹林明珠。林阿棋大伯林榮鈍從林明珠得知後，趕到林阿棋家中才發現是真的，趕緊打請求派救護車，但救護人員到場時林阿棋已經死亡。10月28日，台北縣警局海山分局殺人罪嫌將鄧如雯移送板橋地檢署偵辦。當天鄧如雯接受採訪說，殺死丈夫後也很後悔，不知兩個小孩子怎麼辦，只希望法官能從輕量刑，讓她早日返家照顧小孩。
10月底案發後，兩小孩即被林阿棋三哥帶回照料。後來，小兒子曾對記者說因媽媽殺了爸爸，所以不願和媽媽住在一起。林明珠說，林阿棋夫婦感情不睦是真的，但鄧如雯說對兄長會將小孩丟進洗衣機等事，表示死無對證。期間鄧如雯還誤會在榮民總醫院發現一名凌虐至死的無名童屍，是她四歲大的小兒子。

### 救援行動
律師林東原從佛教團體聽說鄧如雯殺夫的事，主動與鄧家聯絡，表明願意為鄧如雯義務辯護，希望鄧家出庭長期遭受林阿祺凌虐的經過，以減輕其刑責。此案因與美國約翰·博比特遭妻子閹割案時間相近，引起女權的比較。當時板橋地方法院及地檢署轄區近一年來，就發生四件婦女殺死丈夫或同居人的案件。其中杜如敏殺夫案，是1994年2月8日泰山鄉，杜如敏因不堪丈夫閻台貴長期虐待，趁其熟睡時用剪刀猛刺廿四刀至亡，後向新莊警分局泰山分駐所警員自首。
民進黨婦女發展委員會主席蔡明華從民進黨台北市黨部黃淑英得知鄧如雯此事，與黨中央主任討論後，認為不能因死者身分是民進黨員影響救援，於是婦展會便與社運部聯手，聯合台灣人權促進會、晚晴婦女協會、婦女新知基金會等團體展開救援。民進黨除國民大會代表蔡明華及陳秀惠曾去土城看守所探監外，並委託兩位女性律師涂秀蕊、王如玄為其辯護。
一審開庭於1994年2月16日板橋地方法院舉行時，晚晴婦女協會、台灣人權促進會、北市婦女權利促進會、民進黨婦女發展委員會、民進黨女國代陳秀惠、吳清桂以及婦女新知基金會等二十餘人在院檢大門前聲援。9時30分，開始辯論，審判長蕭仰歸分別針對鄧如雯殺夫動機等反覆訊問，同時也傳訊林阿棋的大哥林榮鈍，瞭解案發當天的情形。
2月19日，在台中市舉行年度全國社會福利團體聯誼會上，中華兒童福利基金會執行長郭東曜首先發言聲援鄧如雯，認為這次她殺夫是對暴力案的正當反抗，應該無罪。郭東曜的發言立即引來與會人士熱烈討論，眾人爭相發言，尤其是婦女團體對此表現更為激烈，使得原先沒有排入討論議程的殺夫案反而獲得最熱烈討論。眾人要求有關單位建立家庭暴力事件防制及支持系統，讓受虐婦女有申訴及庇護場所。
宣判前一日，2月22日下午，婦女新知等婦女團體赴法務部拜會部長馬英九，希望制定婚姻暴力防治的法律。馬英九同意在法務人員的在職課程中，增列對婦女案件的判決教育，並擬以行政法方式，就檢警及司法人員輔導方面，制訂防制家庭暴力規定。當時不到三十歲、審理中惟一的女法官翁昭蓉，面對團體聲援，表示本著平常心審理，但須更完善的法律制度為不幸的婦女提供幫助。
宣判日，2月23日，由刑事第四庭庭長王聰明、受命法官翁昭蓉及陪席法官朱耀平一起到庭宣判，宣布鄧如雯犯刑法殺人罪，行兇後自首，依法減輕其刑二分之一，但林阿棋入房睡覺後鄧如雯才起意殺害林阿棋，與《中華民國刑法》第二百七十三條所定「當場基於義憤殺人」的規定不同，故判處有期徒刑五年六月。同天，民庭法官賴鎮局審理鄧如雯兩孩子監護權，以《民法》一千零九十四條規定，將小孩判給林榮祥一家照顧。該日，婦女新知基金會祕書長柏蘭芝在立法院上，除表達對馬英九的失望外，發言鄧如雯殺夫案是一項「偶發的自發性抗暴」，是「起義事件」，號召國內的受虐婦女就地反抗，站出來與各地姐妹團體聯繫，要求修改《民法》親屬編，反擊家庭暴力行為。
次日上午，民進黨立委謝長廷、蔡同榮於台灣福利國研究室舉行「如何健全婦女保護網路－－由鄧如雯案談起」公聽會上，與會團體及法、學界代表一致認為，此判決結果，比預期還重，不能接受。27日，立委陳水扁、潘維剛、律師林東原、新女性聯合祕書長王如玄、北區婦女服務中心姜琴音，在台視《有話要問》新聞節目共同討論此事和和婦女保障問題。
台灣高等法院委託國內一家教學醫院精神部對鄧如雯進行精神鑑定。主持鑑定工作的精神科醫師與鄧如雯進行深入訪談，並與十多位相關醫療人員會商後認定。鑑定分折她原屬於單純、正常的人格型態，在遭遇具有某種人格違常特質及酒癮症狀的丈夫，產生巨大痛苦創傷，易造成心身症狀及創傷的重度心理障礙狀態，加上多年的暴力病態式婚姻生活更加重這種心理障礙。再者，案發當前四、五小時，她又突聞兩個妹妹也遭丈夫凌辱，其義憤明顯足以使她引發意識和精神機能障礙，處於「短暫而似失智性的低度和偏差化行為」，精神功能也必處於「情緒解離性或障礙性情境」，因而暫時失去現實感的是非判斷能力。雖她在事後仍能清楚描述案發前後大部分經過，仍不能否定當時的類似病態精神情境。最後，醫生建議法院讓該病患在確定刑責前後，接受精神治療，並在精神醫療機構接受三到六個月的治療輔導。

### 減輕徒刑
1994年8月2日，台灣高等法院基於自首及精神耗弱等因素，撤銷板橋地方法院一審判決的五年六個月徒刑，改判三年有期徒刑，准予三十萬元交保。同日下午，鄧如雯來到林阿棋三兄家會見兩孩子，受林家依習俗準備糖果迎接，並與妯娌相對而泣。5日，高等法院審理鄧如雯請求交付子女上訴案，林榮祥表示會將林阿棋孩子交還鄧如雯，但若小孩身心發展不正常，依然會收回。該月報導，板橋地方法院另一殺夫案的杜如敏行兇時處於精神耗弱狀態，宣判三年徒刑。
鄧如雯於9月11日與陳水扁一同出席民進黨籍市議員候選人陳秀惠的募款餐會時，表達了對陳秀惠的感謝。事後，民進黨婦女發展委員會被視為是此案救援成功的幕後功臣。
《聯合晚報》將鄧如雯列為1994年的風雲人物。1995年4月19日，板橋地檢署通知她到案，發交桃園監獄執行入監。超視節目《台灣重案組》原預定該年11月5日，播放改編此案的戲劇，由邵萱主演。此受到鄧如雯律師要求讓鄧如雯先過目，以及劇情過於殘暴且有露點，而沒播放。該年12月24日，中視花系列《七夕花》演出婦女長期被配偶精神虐待而殺夫的劇情，女主角為張玉嬿飾演。
1996年農曆春節後，鄧如雯被核准在3月份假釋，離入監不到一年。林阿棋生前就將他買的房子過戶給妻子，林阿棋死後的遺產也由鄧如雯繼承。出獄後的她擔任看護工、改名、並一再搬家，清明時依然會讓兩小孩去祭拜包含丈夫的林家墳墓。

### 立法保護
在民進黨婦展部主任彭婉如於1996年11月30日遭殺害後，臺灣婦女團體聯合掀起保護婦女的社會運動。行政院政務委員馬英九在次年3月4日參與彭婉如文教基金會募款餐會時，透露行政院也正擬訂《家庭暴力防治法》。
1997年4月2日，台視節目《台灣變色龍》介紹鄧如雯殺夫案。
鄧如雯的辯護律師王如玄指出，如果沒有鄧如雯案，就沒有今天的《家庭暴力防治法》。1997年5月10日，立法院舉行有關家庭暴力防治的公聽會，與會專家學者多呼籲政府儘速推動《家庭暴力防治法》的立法工作。在立委潘維剛的提案下，此法在立法院只擱了約一年就三讀通過。
《家庭暴力防治法》於1998年6月24日公布實施後，中華民國成了亞洲第一個擁有保護令制度的國家。

## 外部連結
- 板橋地方法院重訴字第四三號刑事判決
- 台灣高等法院八十三年度上訴字第一九七○號刑事判決 （页面存档备份，存于）